# Велл Барія
Велл Ба́рія (англ. Vell Retiza Baria; народилася 9 березня 1995, Маніла) — співачка і акторка театру з Філіппін.
Відома виконанням пісні із репертуару української співачки Руслани «Знаю я».
Співає пісні багатьма мовами, включаючи англійську, філіппінську, французьку, іспанську, українську, російську, малайську, сербську, італійську, німецьку, кантонську та японську. Навчалась акторської майстерності. 
Відома каверами пісень з Євробачення для свого каналу YouTube.

## Біографія

### Раннє життя
Велл Баріа народилася 9 березня 1995 року в Манілі в родині бізнесмена. У віці трьох років їй діагностували аутизм, через що в дитинстві вона була дуже замкненою. Незважаючи на це, Велл вирізнялася грайливою вдачею та творчістю. Вже у трирічному віці вона проявила інтерес до музики, а згодом захопилася читанням, театром і кіно.
У шість років вона почала вивчати мови, мистецтво, брати уроки гри на фортепіано та співу, а також виступати в театрі під керівництвом студії BMAC, якою керувала Шанті Кілдафф.
Спочатку Велл мріяла стати фотографом, але з часом її все більше приваблювали акторська майстерність і спів. Вона не розмовляла тагальською мовою до того, як почала виконувати пісні тагальською. Рідними для неї були англійська та тагальська, якими вона вільно володіла з дитинства.
З початком навчання в першому класі Велл відвідувала спеціалізовану школу BMAC — Поведінкове управління для дітей з аутизмом (2002—2005), а також дитячий садок клубу Inner Wheel Club на Філіппінах, де вона зробила перші кроки в театральній діяльності.
Вона продовжила навчання у початковій громадській школі Макаті, а згодом — у St. Mary's Academy Santa Ana Manila, католицькому навчальному закладі в районі Санта-Ана, Маніла, де закінчила як початкову, так і середню школу. Незважаючи на яскравий творчий потенціал, в навчанні Велл була нижче середнього рівня.
У шкільні роки Велл була активною учасницею театральної організації «Munting Tanghalan» («Малий театр»), де вивчала акторську майстерність під керівництвом Елмера Аріоли. Як учениця другого класу вона вже виступала на сцені, а на третьому — виконувала псалми під час свого першого причастя. У 11-річному віці почала брати уроки вокалу, співала в шкільному хорі під час богослужінь, брала участь у позашкільних заходах і почала мріяти про кар'єру на сцені. Крім навчання, вона також відвідувала домашні релігійні заняття, зокрема вивчення Біблії.
У 2012 році Велл завершила навчання в St. Mary's Academy і отримала дві відзнаки — Премію за лояльність та Премію найактивнішого члена клубу. Після цього отримала диплом з виконавського мистецтва зі спеціалізацією у вокалі в St. Scholastica's College Manila.

## Кар'єра

### Конкурси
Велл Барія розпочала конкурсну кар'єру у 2010 році, здобувши друге місце у шкільному шоу талантів Marians Got Talent з піснею «Listen» Бейонсе, навчаючись в Академії Св. Марії.
| Marians Got Talent 2010 | Marians Got Talent 2010 |
| Вибір пісні             | Результат               |
| ----------------------- | ----------------------- |
| «Listen» — Бейонсе      | Друге місце             |

У 2014 році Велл здобула перемоги одразу у двох конкурсах — Paligsining ng mga Batang May K та 19th Kundiman sa Makati, виконуючи народну пісню «Mutya Ng Pasig» композитора Ніканора Абелардо.
| Paligsining ng mga Batang May K | Paligsining ng mga Batang May K | Paligsining ng mga Batang May K     | Paligsining ng mga Batang May K |
| Округ                           | Категорія                       | Вибір пісні                         | Результат                       |
| ------------------------------- | ------------------------------- | ----------------------------------- | ------------------------------- |
| Сан-Антоніо                     | Народна пісня                   | «Mutya Ng Pasig» — Ніканор Абелардо | Перше місце                     |

| 19th Kundiman sa Makati | 19th Kundiman sa Makati             | 19th Kundiman sa Makati |
| Округ                   | Вибір пісні                         | Результат               |
| ----------------------- | ----------------------------------- | ----------------------- |
| Сан-Антоніо             | «Mutya Ng Pasig» — Ніканор Абелардо | Перше місце             |

У 2015 році вона здобула першість на конкурсі Search for the Talentadong PWD з виступом пісні «Queen of the Night» у виконанні Вітні Г'юстон.
| Search for the Talentadong PWD 2015 | Search for the Talentadong PWD 2015  | Search for the Talentadong PWD 2015 |
| Округ                               | Вибір пісні                          | Результат                           |
| ----------------------------------- | ------------------------------------ | ----------------------------------- |
| Сан-Антоніо                         | «Queen of the Night» — Вітні Г'юстон | Перше місце                         |

У 2016 та 2017 роках Велл представляла Філіппіни на міжнародному заході Autistic Gala Night у Гонконгу, де здобула нагороди у двох різних номінаціях.
| Autistic Gala Night 2016 | Autistic Gala Night 2016                       | Autistic Gala Night 2016                           |
| Країна                   | Вибір пісні                                    | Нагорода                                           |
| ------------------------ | ---------------------------------------------- | -------------------------------------------------- |
| Філіппіни                | «Love Changes Everything» — Ендрю Ллойд Веббер | Best in Visual Effects (Найкращі візуальні ефекти) |

| Autistic Gala Night 2017 | Autistic Gala Night 2017                                               | Autistic Gala Night 2017                    |
| Країна                   | Вибір пісні                                                            | Нагорода                                    |
| ------------------------ | ---------------------------------------------------------------------- | ------------------------------------------- |
| Філіппіни                | «The Majesty and Glory of Your Name» — Том Феттке / Версія Санди Патті | Best Expression (Найкращий емоційний вираз) |

## Відеоблог
З 2017 року Велл активно займається створенням відеоконтенту для свого офіційного каналу на YouTube. Однією з головних її ініціатив стала серія відео під назвою «Аутизм і я» (Autism and Me), у яких вона ділиться власним досвідом життя з аутизмом, підвищуючи обізнаність та розуміння цієї теми в суспільстві.
У тому ж році вона запустила окрему серію загальних відеоблогів під назвою Vellosophy, яка відрізняється від її тематичних відео про аутизм. У своїх відео Велл розповідає про повсякденне життя, мистецтво, музику та власні думки на різноманітні теми.
Попри відеоблогерство, Велл не полишає вокальної кар'єри. Її любов до співу залишається незмінною, і вона демонструє свій талант через виконання пісень у різних жанрах і мовах. Зокрема, вона записує кавери на пісні з Євробачення, в яких поєднує вокальну майстерність із артистичністю.

## Артистичність
Серед своїх місцевих кумирів Велл називає відомих філіппінських виконавиць — Реджин Веласкес, Леа Салонгу, Сару Геронімо, Шарон Кунета та Дулсе. У дитинстві її надихали Джессіка Сімпсон, Брітні Спірс і Крістіна Агілера.
Серед улюблених музичних гуртів Велл виокремлює японську групу NEWS та американський бойз-бенд Big Time Rush, називаючи їх своєю «музичною біблією».
Особливо вона захоплюється Тегоші Юя, вокалістом гурту NEWS, за його потужний голос, харизму на сцені та яскраву особистість, яку Велл називає «рідкісним даром». З Big Time Rush вона відзначає Логана Хендерсона за його сильний, але загадковий талант до написання пісень і виразний вокал. За словами Велл, саме Логан надихнув її бути сильною та незалежною, а також мотивував розвивати свої акторські й вокальні навички.
Крім того, під час виступів Велл орієнтується на своїх сценічних кумирів — Містику (персонаж з «Людей Ікс») і мексиканську співачку Талію, незалежно від того, танцює вона чи просто співає.

## Факти
Серед улюблених акторів Велл — Джон Ллойд Круз, Ольга Куриленко, Міла Йовович, Джулі Ендрюс і Жюстін Торнтон.
Серед політичних постатей, якими вона захоплюється: Даля Грибаускайте, Юлія Тимошенко, Девід Кемерон, Ед Мілібенд і Джастін Трюдо.
Велл вважає своїми найкращими рисами наполегливість, щирість і дружелюбність, а також прагнення до перемоги у боротьбі.
Серед улюблених українських співаків Велл називає Анатолія Солов'яненка, Олександра Пономарьова, Іво Бобула та Віталія Козловського.

## Театральна діяльність
- 2002 — Різдвяна історія (The Christmas Story) — Марія
- 2003 — Повідомлення для мене (A Message For Me) — Студент/оповідач
- 2004 — Вірте в чудеса Різдва (Believe the Miracles of Christmas)
- 2005 — Місія (The Mission)
- 2006 — Красуня та чудовисько (Disney Princesses)  — Белла
- 2011 — Мастило (Grease)  —
- 2014-2015 — Ромео і Джульєтта (Romeo and Juliet)  — Дублер для Леді Капулетті
- 2016-2017 — Ромео і Джульєтта (Romeo and Juliet)  — Дублер для Леді Капулетті